# دیمون رانیون
دیمون رانیون (انگلیسی: Damon Runyon؛ ۴ اکتبر ۱۸۸۰ – ۱۰ دسامبر ۱۹۴۶) یک نویسنده اهل ایالات متحده آمریکا بود.
از آثار وی فیلم‌هایی همچون خانمی برای یک روز، خانم مارکر کوچک، مردها و عروسک‌ها و پول از خانه ساخته شده است.

## نگارخانه

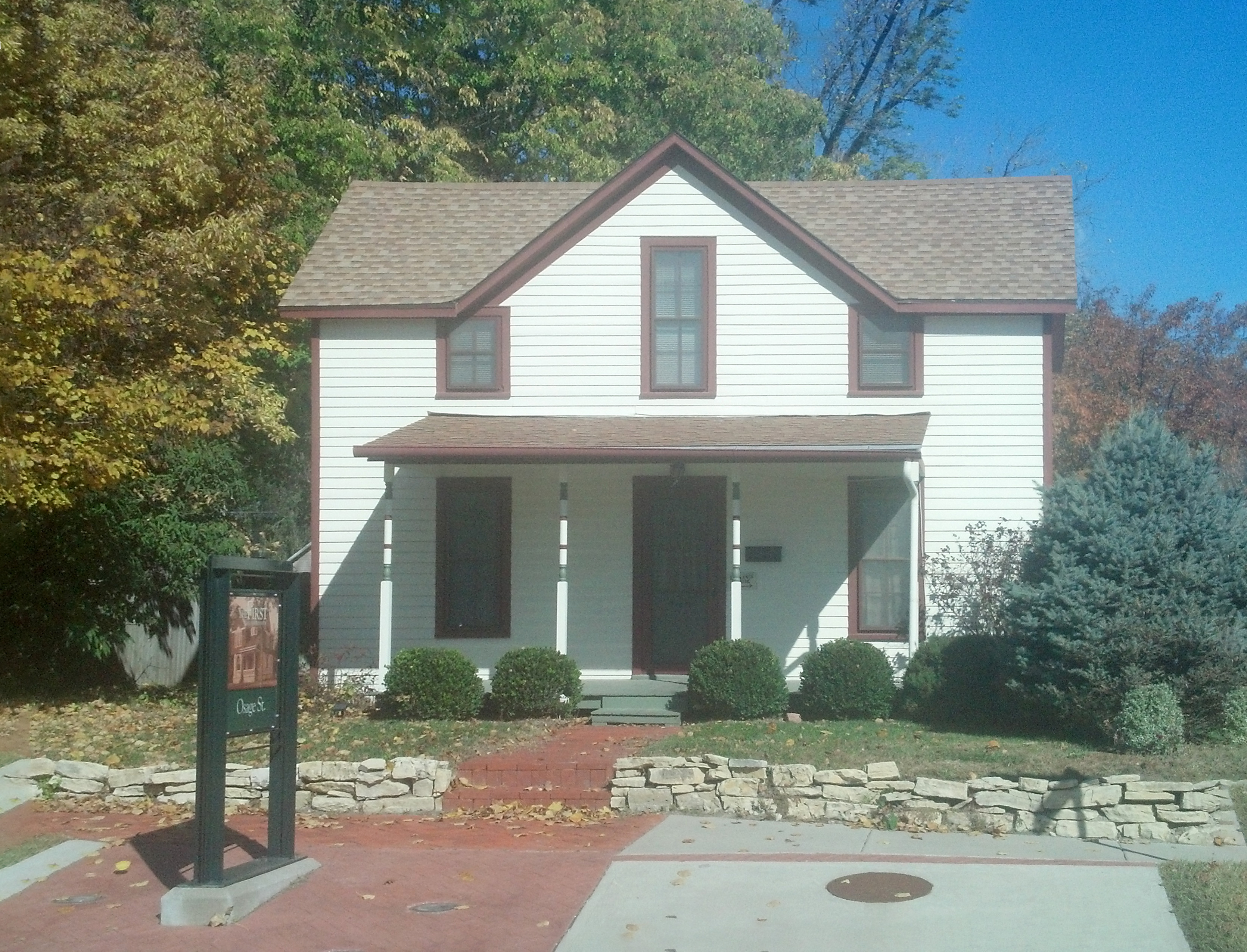
خانه کودکی رانیون
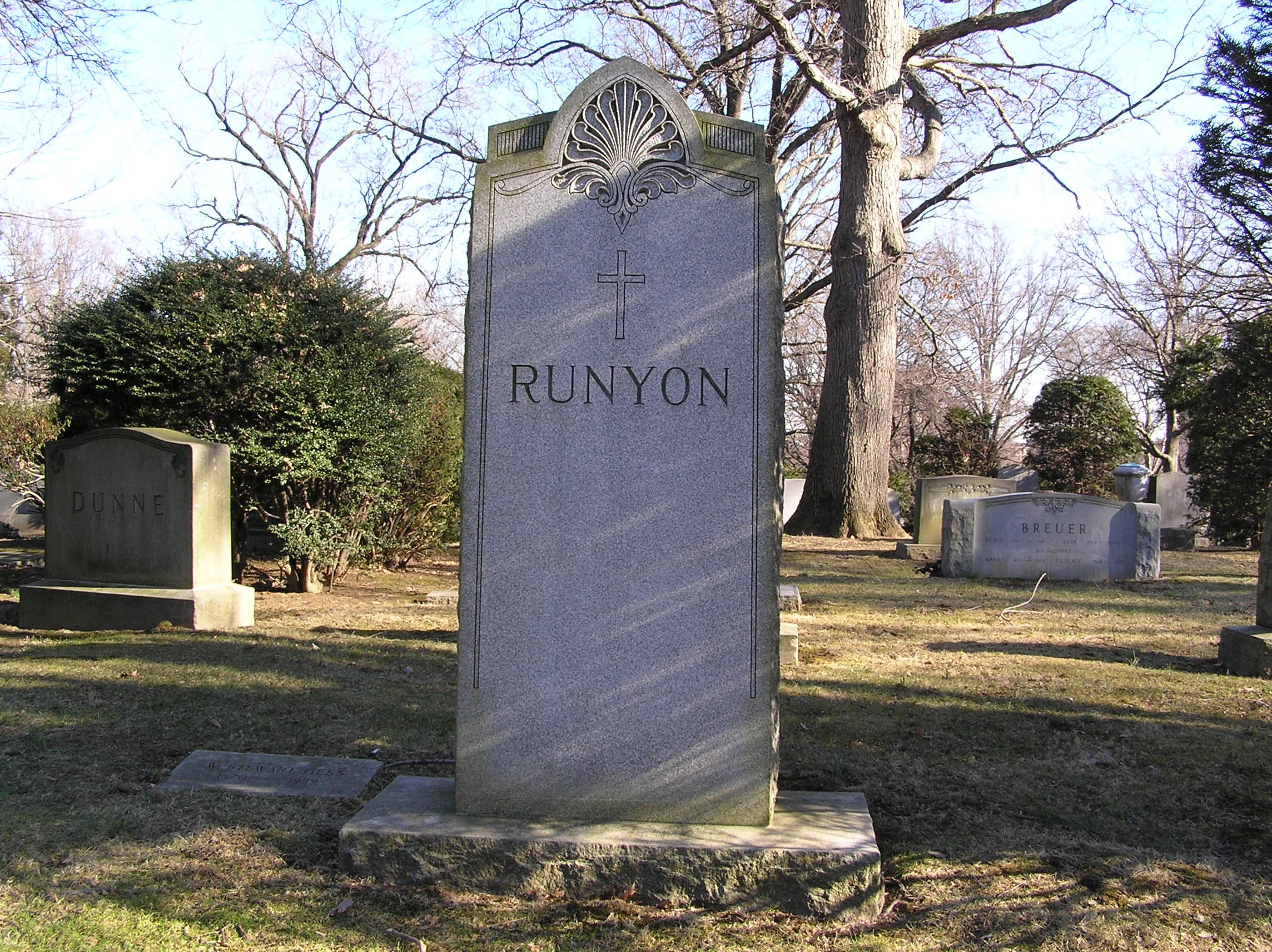
نماد خانوادگی رانیون در گورستان وودلاون (برانکس، نیویورک)